# Aleksandr Panaïotov Aleksandrov
Pour les articles homonymes, voir Aleksandar Aleksandrov et Aleksandrov.
Aleksandr Panaïotov Aleksandrov (en bulgare : Александър Панайотов Александров) est un spationaute bulgare, né le 1er décembre 1951.

## Biographie
Aleksandrov est né à Omourtag, Bulgarie le 1er décembre 1951. Il est diplômé de l'Académie de la Force aérienne bulgare en 1974 et a obtenu un diplôme en sciences techniques en 1983. Dans la Force aérienne bulgare, Aleksandrov atteint le grade de lieutenant-colonel.
Aleksandrov a été choisi comme chercheur cosmonaute le 1er mars 1978 dans le cadre du programme Intercosmos d'Union soviétique. La sélection comportait six demi-finalistes, dont le détenteur du record de saut en parachute, Chavdar Djurov (en), qui s'est tué en 1972 au cours du processus de sélection, bien avant le début de la première sélection de cosmonautes en Bulgarie. Aleksandrov a été désigné comme doublure de Georgi Ivanov pour la mission Soyouz 33 sur la station spatiale Saliout 6. Par la suite, Aleksandrov a été affecté à l'équipe première de la mission Soyouz TM-5 sur la station spatiale Mir, (mission Mir EP-2).

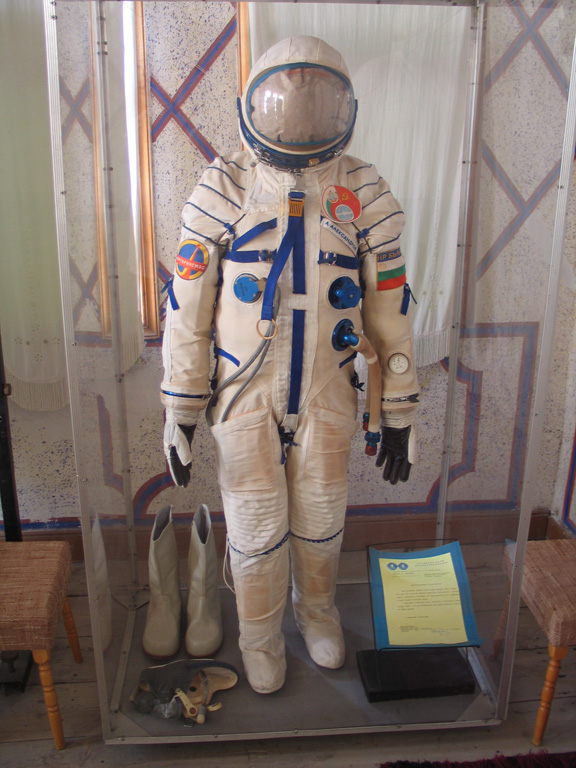
Combinaison spatiale d'Aleksandrov

## Vols réalisés
Le 7 juin 1988, il réalise un unique vol à bord de Soyouz TM-5, en tant qu'expérimentateur.